# Prémios Áquila
Os Prémios Áquila (Cerimónia Anual da Televisão e do Cinema Português) foram uma iniciativa organizada pela Fénix Associação Cinematográfica, entidade cultural sem fins lucrativos de Lisboa fundada pelo produtor Vasco Rosa em janeiro de 2014.
Os nomeados e os vencedores nas 14 categorias a concurso eram eleitos pela comissão de seleção e os 4 prémios especiais (Condor,  Fénix, Excelsior e Prémio Áquila Internacional) eram votados pela comissão extraordinária, constituída por inúmeras personalidades do meio artístico nacional.
Os Prémios Áquila acabaram por falta de patrocinadores e apoios, apesar do reconhecimento como projeto de interesse cultural por parte do ministro da cultura do XXIII governo constitucional em setembro de 2023.
No total foram realizadas 2 galas presenciais e 7 anúncios dos vencedores em estúdio, todos com transmissão no canal Cinemundo.

## Categorias
Abaixo estão listadas as categorias contempladas pelos Prémios Áquila:
| - Melhor série - Melhor realização - Melhor argumento - Melhor ator principal - Melhor atriz principal - Melhor ator secundário - Melhor atriz secundária - Melhor filme - Melhor realização - Melhor argumento - Melhor ator principal - Melhor atriz principal - Melhor ator secundário - Melhor atriz secundária |

### Prémios especiais
- Prémio Condor: distingue um artista que, no decorrer do último ano, tenha vindo a demonstrar um trajeto consistente e que, apesar de curto, revele um talento raro e um potencial singular.
- Prémio Fénix: distingue uma personalidade, cujo percurso profissional seja sinónimo de perseverança, prestígio e longevidade.
- Prémio Excelsior: distingue uma entidade que apoie os artistas nacionais de forma contínua e consistente.
- Prémio Áquila Internacional: distingue uma personalidade estrangeira cuja carreira nas artes seja reconhecida em todo o mundo.

## Edições
| #          | Data                   | Local                            | Apresentador(es)                             | Ref   |
| ---------- | ---------------------- | -------------------------------- | -------------------------------------------- | ----- |
| 1ª edição  | 30 de novembro de 2014 | Cinema São Jorge                 | Filomena Cautela                             | [ 2 ] |
| 2ª edição  | 9 de dezembro de 2015  | Fundação Calouste Gulbenkian     | Joana Pais de Brito e Miguel Ponte           | [ 4 ] |
| 3.ª edição | 11 de dezembro de 2016 | Fénix Associação Cinematográfica | Vasco Rosa                                   | [ 5 ] |
| 4ª edição  | 10 de dezembro de 2017 | Fénix Associação Cinematográfica | Isabel Medina e Paulo Pires                  |       |
| 5ª edição  | 1 de maio de 2018      | Fénix Associação Cinematográfica | Bruna Quintas e Eduardo Frazão               |       |
| 6ª edição  | 24 de novembro de 2019 | Fénix Associação Cinematográfica | Ana Brito e Cunha e Diogo Infante            |       |
| 7ª edição  | 15 de novembro de 2020 | Fénix Associação Cinematográfica | Fernanda Serrano e Ana Rita Clara            |       |
| 8ª edição  | 12 de dezembro de 2021 | Fénix Associação Cinematográfica | Sofia Nicholson e Vasco Rosa                 |       |
| 9ª edição  | 3 de julho de 2022     | Fénix Associação Cinematográfica | Melânia Gomes, Leonor Seixas e Beatriz Costa |       |
|            |                        |                                  |                                              |       |